# Đầu gấu và Bốn mắt
Đầu gấu và Bốn mắt (Nhật: ヤンキー君とメガネちゃん Hepburn: Yankī-kun to Megane-chan) là một manga của tác giả Yoshikawa Miki, được đăng trên tuần san Shonen của Kōdansha từ ngày 18 tháng 10 năm 2006 đến ngày 18 tháng 5 năm 2011 với tổng cộng 211 chương. Truyện đã được xuất bản dạng "tankobon" của Kodansha, và nhận nhiều phản hồi tích cực của người đọc. Nó đã được tái bản sang tiếng Trung và tiếng Anh.
Vào năm 2015, nó đã làm một bản cross-over với Yamada và 7 cô phù thủy cũng do chính Miki viết, tuy nhiên từ đó nó vẫn chưa rõ sẽ được chuyển thể sang anime không.

## Cốt truyện
Daichi Shinigawa vốn là một "Yankee" (tiếng Nhật cho bọn côn đồ/cá biệt) vốn chả có mục tiêu gì cả. Hana Adachi, cô hội trưởng ngốc của trường, lại cảm thấy ngược lại và muốn Daichi tham gia hoạt động nhiều hơn ở trường. Daichi không hiểu được lý do cho tới khi cậu ý thức ra Hana cũng từng là côn đồ đại tỉ cá biệt trong quá khứ và không phải là quá thông minh. Hana đã tìm cách thay đổi chính mình nên khi biết Shinagawa, cô đã tìm cách thúc ép Shinagawa để không phạm phải sai lầm của chính cô trước đây. Vì vậy mà câu chuyện khôi hài của hai người mới bắt đầu từ đây.

## Nhân vật

### Nhân vật chính
Shinagawa Daichi (品川 大地)
Lồng tiếng bởi: Ono Yūki
Đóng bởi: Narimiya Hiroki, Kabe Amon (trẻ)
Là một nam sinh lớp 10F trường cao trung Monshiro và là một đầu gấu mọi người trong trường đều khiếp sợ. Cậu hay trốn tiết, độc chiếm buồng vệ sinh cuối phòng và suýt phải ở lại lớp. Cuộc sống học đường của Shinagawa bị thay đổi khi cậu bị Adachi Hana lôi kéo từ rắc rối này đến rắc rối khác. Từ một học sinh lẻ loi từ hồi cấp 2, cậu đã gặp và kết bạn với vô số bạn bè và đàn em thân thiết (dù nhiều người trong số đó khá quái dị và dữ dằn). Bản thân cậu vô cùng giỏi Toán và học lực đều các môn, nhiều khi cậu lại thi so điểm kiểm tra với Adachi và thường dành chiến thắng. Shinagawa là một người bạn tốt bụng và quan tâm đến người khác, bất kì ai gặp rắc rối hay thấy điều bất bình trước mắt, cậu đều đứng ra xử lí. Cậu từng thích "một cô nàng tóc dài xinh đẹp" hồi thi tuyển vào trường Monshiro nên luôn tìm kiếm cô gái đó trong khi không biết người đó luôn ở cạnh mình.
Adachi Hana (足立 花)
Lồng tiếng bởi: Hikasa Yōko
Đóng bởi: Naka Riisa
Adachi Hana là lớp trưởng lớp 10F, học cùng lớp với Shinagawa, Izumi và Chiba. Trước đây, cô là cựu đại tỉn giang hồ đều khiếp sợ và có đàn em ở khắp nơi.Nhưng cô luôn muốn trải nghiệm một tuổi học trò thơ ngây và có nhiều bạn bè nên lên cấp ba, cô quyết định học trường Monshiro và bắt đầu một con người mới với vai trò là lớp trưởng được thầy cô tín nhiệm. Nhưng ban đầu, Adachi rất khó bắt chuyện với bạn bình thường nên cô nhờ vả Shinagawa dạy cô những kĩ năng giao tiếp và kết bạn với cô. Adachi học rất tệ, đến kiến thức căn bản từ tiểu học cũng không nắm, nhiều lần suýt ở lại lớp nhưng rất chăm chỉ. Nhưng nhiều lúc học nhóm cô lại hay ngủ gật đến sáng. Cô cũng hay gây phiền toái cho Shinagawa và là một nàng ngốc hay mất trí nhớ tạm thời. Adachi đánh lộn giỏi nhưng cô luôn đeo mắt kính và buộc tóc vì sợ "ngựa quen đường cũ" để giữ hình tượng "lớp trưởng gương mẫu". Quá khứ của cô vẫn còn là một bí ẩn.Cô rất quý trọng cuộc sống học đường và tình bạn của mình. Adachi luôn muốn những cựu giang hồ như mình sẽ "rửa tay gác kiếm" và trải nghiệm tuổi thơ học đường đẹp đẽ như mình.
Chiba Seiya (千葉 星矢)
Lồng tiếng bởi: Maeno Tomoaki
Đóng bởi: Koyanagi Yu
Chiba Seiya là nam sinh lớp 10F, cậu là một thiên tài khi kiểm tra lần nào cũng được 100 điểm. Cậu có con mắt trái có vết sẹo cũng như chiều cao 2m của cậu vô cùng áp đảo khiến nhiều người lầm tưởng cậu là một đầu gấu bất hảo. Trái với vẻ bề ngoài, Chiba rất nhát gan và dễ bị bọn xấu lợi dụng. Cậu từng nghỉ học hơn nửa năm và trốn trong nhà vì bị giang hồ đến nhà phá đám. May mắn cho cậu khi đó Adachi và Shinagawa muốn cậu đi học lại để khỏi bị lưu ban và vô tình dẹp đám côn đồ đó khiến chúng sợ bỏ chạy. Từ đó, Chiba trở thành bạn của họ kiêm "gia sư" kèm học. Cậu từng cảm thấy ghen tị Shinagawa khi Shinagawa được là bạn thân của Adachi, luôn được Adachi nghĩ đến. Chiba là một người tốt, thân thiện và hòa đồng với mọi người. Cậu rất thích Kumagaya Makoto đến mức Shinagawa và Rinka dễ dàng nhận ra.
Himeji Rinka (姫路 凜風)
Lồng tiếng bởi: Kikuchi Mika
Đóng bởi: Kawaguchi Haruna
Himeji Rinka là nữ sinh lớp 11A (sau khi Adachi, Chiba, Shinagawa và Izumi lên lớp 11A) trường Monshiro. Cô vốn là đàn em trung thành của Adachi hồi cấp hai, lấy danh xưng là "Huyết Bào". Cô rất yêu mèo, luôn tỏ ra "nguy hiểm" nhưng bề ngoài vô cùng dễ thương nên các nam sinh và nữ sinh ngưỡng mộ. Rinka đi theo học chung trường Monshiro với Adachi khi cô đi bụi và ở chung nhà với Adachi đến nay. Dù luôn nói "Chính nghĩa tất thắng" và tỏ ra mạnh mẽ, cô có lúc xấu hổ và lúng túng trước những tình huống bất ngờ như được tỏ tình...Khi rảnh rỗi, cô lại làm việc nhà và pha trà nên được gọi là "linh vật của hội Học sinh". Đôi lúc cô tự ti vì mình lùn và muốn cơ thể phát triển để Shinagawa chú ý đến cô. Rinka đã từng từ chối lời tỏ tình của một nam sinh vì trong lòng đã thích Shinagawa rồi.
Izumi Gaku (和泉 岳)
Lồng tiếng bởi: Terashima Takuma
Đóng bởi: Hongo Kanata
Izumi Gaku là nam sinh lớp 10F học cùng lúc với Shinagawa, Adachi và Chiba. Cậu có tinh thần trách nhiệm trong công việc Hội phó Hội học sinh, giỏi nhất về đánh lộn và học tập (chỉ thua Chiba về mảng học tập). Quan hệ giữa Izumi và Shinagawa như "chó với mèo", lúc cãi nhau rất dữ dội nhưng hợp tác với nhau thì mọi việc sẽ được xử lí nhanh chóng. Izumi từng có quá khứ giang hồ tiếng tăm lừng lẫy. Cậu cùng Kagawa và Miyasaki đã một thời dẹp loạn các băng đảng sừng sỏ trong khu phố cho đến khi "rửa tay gác kiếm". Sau khi trở thành đại ca với biệt hiệu "Hắc Long", vì muốn có danh hiệu trở thành "học sinh giỏi số một" mà cậu thay đổi vẻ bề ngoài và chú tâm học tập. Izumi là dạng người chu toàn, sắp xếp và hoàn thành tất cà công việc cũng như không muốn gây liên lụy đến người khác. Đôi khi cậu tự ti vì chiều cao mình lùn nên mong được cao lên giống siêu mẫu.

### Các nhân vật phụ
Kasukabe (春日部)
Kumagaya Makoto (熊谷 真)
Kawasaki (川崎)
Akita Hikaru (秋田 光)
Kagawa Itsuki (香川 樹)
Kitami Akira (北見 明)
Nacchi and Macchi
Ichinomiya Anna (一宮 杏奈)
Miyagi Sakura (宮城県 さくら)
Suzuka Shōin (鈴鹿 松胤)
Koume Kashiwa (小梅 柏)
Takeshi Aizu (武 会津)

### Nhân vật khác
Sagami (相模)
Nerima Seiun (練馬 青雲)
Ōmiya Arisa (大宮 有砂)
Shinagawa Kairi (品川 海里)
Adachi You (足立 葉)
Mito Subaru (水戸 すばる)

## Truyền thông

### Manga
| #  | Phát hành ja       | Phát hành ja      | Phát hành en     | Phát hành en      |
| #  | Ngày phát hành     | ISBN              | Ngày phát hành   | ISBN              |
| -- | ------------------ | ----------------- | ---------------- | ----------------- |
| 1  | February 16, 2007  | 978-4-06-363799-1 | March 4, 2008    | 978-981-276-416-4 |
| 2  | April 4, 2007      | 978-4-06-363825-7 | August 12, 2008  | 978-981-276-480-5 |
| 3  | June 15, 2007      | 978-4-06-363846-2 | January 20, 2009 | 978-981-276-759-2 |
| 4  | September 8, 2007  | 978-4-06-363871-4 | —                | —                 |
| 5  | November 16, 2007  | 978-4-06-363917-9 | —                | —                 |
| 6  | January 17, 2008   | 978-4-06-363943-8 | —                | —                 |
| 7  | April 17, 2008     | 978-4-06-363976-6 | —                | —                 |
| 8  | June 17, 2008      | 978-4-06-384006-3 | —                | —                 |
| 9  | September 17, 2008 | 978-4-06-384043-8 | —                | —                 |
| 10 | November 17, 2008  | 978-4-06-384067-4 | —                | —                 |
| 11 | February 17, 2009  | 978-4-06-384101-5 | —                | —                 |
| 12 | April 17, 2009     | 978-4-06-384123-7 | —                | —                 |
| 13 | July 17, 2009      | 978-4-06-384160-2 | —                | —                 |
| 14 | October 16, 2009   | 978-4-06-384186-2 | —                | —                 |
| 15 | January 15, 2010   | 978-4-06-384236-4 | —                | —                 |
| 16 | March 17, 2010     | 978-4-06-384268-5 | —                | —                 |
| 17 | May 17, 2010       | 978-4-06-384298-2 | —                | —                 |
| 18 | June 17, 2010      | 978-4-06-384313-2 | —                | —                 |
| 19 | September 17, 2010 | 978-4-06-384363-7 | —                | —                 |
| 20 | November 17, 2010  | 978-4-06-384397-2 | —                | —                 |
| 21 | January 17, 2011   | 978-4-06-384427-6 | —                | —                 |
| 22 | April 15, 2011     | 978-4-06-384475-7 | —                | —                 |
| 23 | June 17, 2011      | 978-4-06-384505-1 | —                | —                 |